# گورنگی وراتاری
گورنگی وراتاری (به صربی: Gornji Vratari) یک منطقهٔ مسکونی در صربستان است که در الکساندراواک واقع شده‌است. گورنگی وراتاری ۲۰۰ نفر جمعیت دارد.